# Heathaze
«Heathaze» (en castellano «Bruma de Calor») es una canción escrita por el tecladista Tony Banks y grabada por el grupo de rock británico Genesis para su álbum Duke del año 1980. Es una balada similar a "Afterglow", posee un clima único y característico.
Las letras cuentan la historia de un hombre atrapado en sus sueños, incapaz de permanecer despierto. La canción está poblada de un clima cálido, completamente en conjunción con su título. También posee uno de los cambios de cuerdas más imaginativos de Tony Banks, acompañando una compleja y seductora melodía. La última línea del estribillo resume el sentimiento de la canción:
Feel like an alien (Me siento como un extranjero) 

A stranger in an alien place (Un extraño en un lugar lejano)
Podría ser colocada junto a los más grandes logros de la banda luego de la partida de Peter Gabriel del grupo, al menos desde un punto de vista compositivo, si no fuera por el hecho de que la canción jamás fue interpretada en vivo y no llegó más lejos que el lanzamiento en este álbum. 
Pese a esta limitada repercusión, la canción no debería ser vista simplemente como un relleno del álbum. Colocada al final del último lado del LP, justo después del éxito "Misunderstanding", juega un importante rol contrastante con algunas otras canciones, . Cabe destacar que la canción no formó parte de ninguna compilación de la banda, hasta la actualidad.
Muchos fanes de Genesis, destacan a Heathaze como su canción preferida del álbum Duke, no solo por la melodía y la letra escrita por Tony Banks, sino también por la forma en que Phil Collins canta la canción, con una energía y un sentimiento casi estremecedor durante el estribillo. Duke es el primer álbum de Genesis en donde se puede escuchar que la voz de Collins comienza a modificarse en comparación con los discos anteriores de la banda. El estribillo de Heathaze es un claro ejemplo de ello.
- Datos: Q5893185